# Stanoje Jocić
Stanoje Jocić (in serbo Станоје Јоцић?; Skopje, 5 giugno 1932) è un ex calciatore jugoslavo, di ruolo attaccante.

## Carriera
Nasce il 5 giugno 1932 a Skopje, Regno di Jugoslavia. Inizia a giocare a calcio relativamente tardi. A 16 anni si trasferisce a Belgrado, dove entra a far parte delle giovanili del BSK Belgrado, con il quale esordisce da professionista nella stagione 1952-1953. Durante quella stagione diventa capocannoniere del campionato jugoslavo segnando 13 reti in 13 presenze. Nel 1954 si trasferisce al Partizan con il quale gioca per 3 stagioni, dove colleziona 43 presenze e segnando 16 gol. Nel 1957 torna al suo club precedente (che nel frattempo fu rinominato OFK Belgrado), dove gioca per due stagioni, di cui una (1958-1959) nella seconda divisione jugoslava. Termina la sua carriera nel 1959.
Con la nazionale jugoslava, tra il 1952 e il 1954, raccoglie 4 presenze e segna 2 gol. Fa il suo debutto a Belgrado, allo Stadion JNA il 2 novembre 1952 contro l'Egitto, entrando al posto di Vujadin Boškov nel secondo tempo. In quella partita, che finisce 5-0, segna i suoi unici due gol con la nazionale. Gioca la sua ultima partita in nazionale nel 1954 a Saarbrücken contro la Saarland.

## Palmarès

### Competizioni nazionali
- Coppa di Jugoslavia: 1

Partizan: 1954

### Individuale
- Capocannoniere della Prva Liga: 1

1952 (13 gol)